# Rhytidoponera barretti
Rhytidoponera barretti é uma espécie de formiga do gênero Rhytidoponera.